# Collegio elettorale di Padova (Senato della Repubblica)
Il collegio di Padova fu un collegio elettorale uninominale della Repubblica Italiana appartenente alla circoscrizione Veneto; fu utilizzato per eleggere un senatore della Repubblica dalla I alla XI legislatura.

## Storia
Il collegio venne creato nel 1948 secondo la legge n. 29 del 6 febbraio 1948 la quale, pur basandosi sull'impianto proporzionale in vigore per la Camera, rispetto a quest'ultima conteneva alcuni piccoli correttivi in senso maggioritario. Tale legge ebbe il suo definitivo perfezionamento col Testo Unico n. 361 del 1957. Differentemente dalla Camera, la legge elettorale del Senato si articolava su base regionale, seguendo il dettato costituzionale (art.57). Ogni Regione era suddivisa in tanti collegi uninominali quanti erano i seggi ad essa assegnati. All'interno di ciascun collegio, veniva eletto il candidato che avesse raggiunto il quorum del 65% delle preferenze: tale soglia, oggettivamente di difficilissimo conseguimento, tradiva l'impianto proporzionale su cui era concepito anche il sistema elettorale della Camera Alta. Qualora, come normalmente avveniva, nessun candidato avesse conseguito l'elezione, i voti di tutti i candidati venivano raggruppati in liste di partito a livello regionale, dove i seggi venivano allocati utilizzando il metodo D'Hondt delle maggiori medie statistiche e quindi, all'interno di ciascuna lista, venivano dichiarati eletti i candidati con le migliori percentuali di preferenza.
Il collegio di Padova venne abrogato nel 1993, con la cosiddetta Legge Mattarella (Legge n. 276, Norme per l'elezione del Senato della Repubblica), attuata in seguito al referendum abrogativo del 1993. Con la legge Mattarella venne istituito per la Camera dei deputati e per il Senato della Repubblica un sistema di elezione misto, in parte maggioritario e in parte proporzionale. Il 75% dei parlamentari dell'assemblea veniva eletto in collegi uninominali tramite sistema maggioritario a turno unico; il restante 25% al Senato veniva eletto tramite recupero proporzionale dei più votati non eletti attraverso un meccanismo di calcolo denominato "scorporo", cioè sottraendo dal conteggio dei voti totali di una lista nella parte proporzionale i voti ottenuti dai candidati collegati alla medesima lista che erano eletti nei collegi uninominali con il sistema maggioritario.

### Territorio
Il collegio di Padova era uno dei 19 collegi uninominali in cui era suddivisa il Veneto; era interamente compreso nella provincia di Padova e comprendeva i seguenti comuni: Arzergrande, Brugine, Codevigo, Legnaro, Padova, Piove di Sacco, Polverara, Ponte San Nicolò, Sant'Angelo di Piove di Sacco e Saonara.

## Dati elettorali

### I legislatura
|                                                                                | Aldo Ferrabino ✔️ Eletto | Democrazia Cristiana        | 64 147  | 58,58 |  |  |  |  |  |
|                                                                                | Concetto Marchesi        | Fronte Democratico Popolare | 26 126  | 23,86 |  |  |  |  |  |
|                                                                                | Ettore Da Molin          | Unità Socialista            | 11 990  | 10,95 |  |  |  |  |  |
|                                                                                | Sebastiano Giacomelli    | Indipendente                | 7 234   | 6,61  |  |  |  |  |  |
| Totale                                                                         | Totale                   | Totale                      | 109 497 | 100   |  |  |  |  |  |
|                                                                                |                          |                             |         |       |  |  |  |  |  |
| Voti non validi                                                                | Voti non validi          | Voti non validi             | 4 679   | 4,10  |  |  |  |  |  |
| Votanti                                                                        | Votanti                  | Votanti                     | 114 176 | 94,05 |  |  |  |  |  |
| Elettori                                                                       | Elettori                 | Elettori                    | 121 404 |       |  |  |  |  |  |
|                                                                                |                          |                             |         |       |  |  |  |  |  |
| Nota: quorum del 65% non raggiunto; ripartizione dei seggi a livello regionale |                          |                             |         |       |  |  |  |  |  |
| Data: 18 aprile 1948                                                           |                          |                             |         |       |  |  |  |  |  |
| Fonte: Ministero dell'interno                                                  |                          |                             |         |       |  |  |  |  |  |

### II legislatura
|                                                                                | Umberto Merlin ✔️ Eletto | Democrazia Cristiana                    | 62 945  | 53,09 |  |  |  |  |  |
|                                                                                | Alessandro Dal Molin     | Partito Comunista Italiano              | 20 579  | 17,36 |  |  |  |  |  |
|                                                                                | Angelina Merlin          | Partito Socialista Italiano             | 11 274  | 9,51  |  |  |  |  |  |
|                                                                                | Andrea Emo Capodilista   | Movimento Sociale Italiano              | 5 984   | 5,05  |  |  |  |  |  |
|                                                                                | Alessandro Candido       | Partito Socialista Democratico Italiano | 5 863   | 4,94  |  |  |  |  |  |
|                                                                                | Lionello Rossi           | Partito Nazionale Monarchico            | 4 951   | 4,18  |  |  |  |  |  |
|                                                                                | Antonio Bonomi           | Partito Liberale Italiano               | 3 475   | 2,93  |  |  |  |  |  |
|                                                                                | Diego Valeri             | Unità Popolare                          | 1 590   | 1,34  |  |  |  |  |  |
|                                                                                | Ludovico Pezzangora      | Partito Repubblicano Italiano           | 1 459   | 1,23  |  |  |  |  |  |
|                                                                                | Giovanni Battista Granza | Alleanza Democratica Nazionale          | 448     | 0,38  |  |  |  |  |  |
| Totale                                                                         | Totale                   | Totale                                  | 118 568 | 100   |  |  |  |  |  |
|                                                                                |                          |                                         |         |       |  |  |  |  |  |
| Voti non validi                                                                | Voti non validi          | Voti non validi                         | 4 983   | 4,03  |  |  |  |  |  |
| Votanti                                                                        | Votanti                  | Votanti                                 | 123 551 | 93,82 |  |  |  |  |  |
| Elettori                                                                       | Elettori                 | Elettori                                | 131 684 |       |  |  |  |  |  |
|                                                                                |                          |                                         |         |       |  |  |  |  |  |
| Nota: quorum del 65% non raggiunto; ripartizione dei seggi a livello regionale |                          |                                         |         |       |  |  |  |  |  |
| Data: 7 giugno 1953                                                            |                          |                                         |         |       |  |  |  |  |  |
| Fonte: Ministero dell'interno                                                  |                          |                                         |         |       |  |  |  |  |  |

### III legislatura
|                                                                                | Umberto Merlin ✔️ Eletto | Democrazia Cristiana                    | 68 062  | 51,80 |  |  |  |  |  |
|                                                                                | Alberto Bucco            | Partito Comunista Italiano              | 19 542  | 14,87 |  |  |  |  |  |
|                                                                                | Umberto Morale           | Partito Socialista Italiano             | 17 420  | 13,26 |  |  |  |  |  |
|                                                                                | Angelo Golin             | PNM - MSI                               | 7 966   | 6,06  |  |  |  |  |  |
|                                                                                | Alfredo Ortolani         | Partito Socialista Democratico Italiano | 7 694   | 5,86  |  |  |  |  |  |
|                                                                                | Novello Papafava         | Partito Liberale Italiano               | 6 860   | 5,22  |  |  |  |  |  |
|                                                                                | Ferruccio Ferrarin       | Partito Monarchico Popolare             | 1 926   | 1,47  |  |  |  |  |  |
|                                                                                | Ludovico Pezzangora      | PRI - Partito Radicale                  | 1 918   | 1,46  |  |  |  |  |  |
| Totale                                                                         | Totale                   | Totale                                  | 131 388 | 100   |  |  |  |  |  |
|                                                                                |                          |                                         |         |       |  |  |  |  |  |
| Voti non validi                                                                | Voti non validi          | Voti non validi                         | 4 975   | 3,65  |  |  |  |  |  |
| Votanti                                                                        | Votanti                  | Votanti                                 | 136 363 | 96,31 |  |  |  |  |  |
| Elettori                                                                       | Elettori                 | Elettori                                | 141 585 |       |  |  |  |  |  |
|                                                                                |                          |                                         |         |       |  |  |  |  |  |
| Nota: quorum del 65% non raggiunto; ripartizione dei seggi a livello regionale |                          |                                         |         |       |  |  |  |  |  |
| Data: 25 maggio 1958                                                           |                          |                                         |         |       |  |  |  |  |  |
| Fonte: Ministero dell'interno                                                  |                          |                                         |         |       |  |  |  |  |  |

### IV legislatura
|                                                                                | Umberto Merlin ✔️ Eletto | Democrazia Cristiana                    | 68 829  | 47,76 |  |  |  |  |  |
|                                                                                | Emilio Pegoraro          | Partito Comunista Italiano              | 22 855  | 15,86 |  |  |  |  |  |
|                                                                                | V. Drago                 | Partito Socialista Italiano             | 18 605  | 12,91 |  |  |  |  |  |
|                                                                                | Enoch Peserico           | Partito Liberale Italiano               | 13 741  | 9,53  |  |  |  |  |  |
|                                                                                | Jose Veronese            | Partito Socialista Democratico Italiano | 11 057  | 7,67  |  |  |  |  |  |
|                                                                                | A. Savoia                | MSI - PDIUM                             | 7 967   | 5,53  |  |  |  |  |  |
|                                                                                | A. Leopizzi              | Partito Repubblicano Italiano           | 1 062   | 0,74  |  |  |  |  |  |
| Totale                                                                         | Totale                   | Totale                                  | 144 116 | 100   |  |  |  |  |  |
|                                                                                |                          |                                         |         |       |  |  |  |  |  |
| Voti non validi                                                                | Voti non validi          | Voti non validi                         | 5 901   | 3,93  |  |  |  |  |  |
| Votanti                                                                        | Votanti                  | Votanti                                 | 150 017 | 96,70 |  |  |  |  |  |
| Elettori                                                                       | Elettori                 | Elettori                                | 155 142 |       |  |  |  |  |  |
|                                                                                |                          |                                         |         |       |  |  |  |  |  |
| Nota: quorum del 65% non raggiunto; ripartizione dei seggi a livello regionale |                          |                                         |         |       |  |  |  |  |  |
| Data: 28 aprile 1963                                                           |                          |                                         |         |       |  |  |  |  |  |
| Fonte: Ministero dell'interno                                                  |                          |                                         |         |       |  |  |  |  |  |

### V legislatura
|                                                                                | Giuseppe Maria Bettiol ✔️ Eletto | Democrazia Cristiana          | 78 234  | 49,90 |  |  |  |  |  |
|                                                                                | Ugo Croatto                      | PCI - PSIUP                   | 31 712  | 20,23 |  |  |  |  |  |
|                                                                                | Jose Veronese                    | PSI-PSDI Unificati            | 22 632  | 14,44 |  |  |  |  |  |
|                                                                                | Enoch Peserico                   | Partito Liberale Italiano     | 14 518  | 9,26  |  |  |  |  |  |
|                                                                                | Francesco De Castello            | MSI - PDIUM                   | 7 495   | 4,78  |  |  |  |  |  |
|                                                                                | A. Leopizzi                      | Partito Repubblicano Italiano | 2 180   | 1,39  |  |  |  |  |  |
| Totale                                                                         | Totale                           | Totale                        | 156 771 | 100   |  |  |  |  |  |
|                                                                                |                                  |                               |         |       |  |  |  |  |  |
| Voti non validi                                                                | Voti non validi                  | Voti non validi               | 6 940   | 4,24  |  |  |  |  |  |
| Votanti                                                                        | Votanti                          | Votanti                       | 163 711 | 97,20 |  |  |  |  |  |
| Elettori                                                                       | Elettori                         | Elettori                      | 168 432 |       |  |  |  |  |  |
|                                                                                |                                  |                               |         |       |  |  |  |  |  |
| Nota: quorum del 65% non raggiunto; ripartizione dei seggi a livello regionale |                                  |                               |         |       |  |  |  |  |  |
| Data: 19 maggio 1968                                                           |                                  |                               |         |       |  |  |  |  |  |
| Fonte: Ministero dell'interno                                                  |                                  |                               |         |       |  |  |  |  |  |

### VI legislatura
|                                                                                | Giuseppe Maria Bettiol ✔️ Eletto | Democrazia Cristiana                    | 83 385  | 49,85 |  |  |  |  |  |
|                                                                                | Giuseppe Brighenti               | PCI - PSIUP                             | 31 526  | 18,85 |  |  |  |  |  |
|                                                                                | Angelo Ventura                   | Partito Socialista Italiano             | 13 870  | 8,29  |  |  |  |  |  |
|                                                                                | Francesco De Castello            | Movimento Sociale Italiano              | 12 373  | 7,40  |  |  |  |  |  |
|                                                                                | A. Lazzarini                     | Partito Liberale Italiano               | 10 552  | 6,31  |  |  |  |  |  |
|                                                                                | Jose Veronese                    | Partito Socialista Democratico Italiano | 9 330   | 5,58  |  |  |  |  |  |
|                                                                                | Oddo Biasini                     | Partito Repubblicano Italiano           | 6 251   | 3,74  |  |  |  |  |  |
| Totale                                                                         | Totale                           | Totale                                  | 167 287 | 100   |  |  |  |  |  |
|                                                                                |                                  |                                         |         |       |  |  |  |  |  |
| Voti non validi                                                                | Voti non validi                  | Voti non validi                         | 6 083   | 3,51  |  |  |  |  |  |
| Votanti                                                                        | Votanti                          | Votanti                                 | 173 370 | 97,75 |  |  |  |  |  |
| Elettori                                                                       | Elettori                         | Elettori                                | 177 362 |       |  |  |  |  |  |
|                                                                                |                                  |                                         |         |       |  |  |  |  |  |
| Nota: quorum del 65% non raggiunto; ripartizione dei seggi a livello regionale |                                  |                                         |         |       |  |  |  |  |  |
| Data: 7 maggio 1972                                                            |                                  |                                         |         |       |  |  |  |  |  |
| Fonte: Ministero dell'interno                                                  |                                  |                                         |         |       |  |  |  |  |  |

### VII legislatura
|                                                                                | Pietro Schiano ✔️ Eletto | Democrazia Cristiana                    | 88 574  | 49,98 |  |  |  |  |  |
|                                                                                | Claudio Villi            | Partito Comunista Italiano              | 42 064  | 23,74 |  |  |  |  |  |
|                                                                                | Angelo Ventura           | Partito Socialista Italiano             | 15 477  | 8,73  |  |  |  |  |  |
|                                                                                | Francesco De Castello    | Movimento Sociale Italiano              | 9 860   | 5,56  |  |  |  |  |  |
|                                                                                | Sergio Volta             | Partito Repubblicano Italiano           | 9 142   | 5,16  |  |  |  |  |  |
|                                                                                | Jose Veronese            | Partito Socialista Democratico Italiano | 5 797   | 3,27  |  |  |  |  |  |
|                                                                                | Valerio Zanone           | Partito Liberale Italiano               | 3 975   | 2,24  |  |  |  |  |  |
|                                                                                | Luigi Toaldo             | Partito Radicale                        | 2 209   | 1,25  |  |  |  |  |  |
|                                                                                | Ferruccio Maddalena      | Nuovo Partito Popolare                  | 113     | 0,06  |  |  |  |  |  |
| Totale                                                                         | Totale                   | Totale                                  | 177 211 | 100   |  |  |  |  |  |
|                                                                                |                          |                                         |         |       |  |  |  |  |  |
| Voti non validi                                                                | Voti non validi          | Voti non validi                         | 4 730   | 2,60  |  |  |  |  |  |
| Votanti                                                                        | Votanti                  | Votanti                                 | 181 941 | 97,70 |  |  |  |  |  |
| Elettori                                                                       | Elettori                 | Elettori                                | 186 226 |       |  |  |  |  |  |
|                                                                                |                          |                                         |         |       |  |  |  |  |  |
| Nota: quorum del 65% non raggiunto; ripartizione dei seggi a livello regionale |                          |                                         |         |       |  |  |  |  |  |
| Data: 20 giugno 1976                                                           |                          |                                         |         |       |  |  |  |  |  |
| Fonte: Ministero dell'interno                                                  |                          |                                         |         |       |  |  |  |  |  |

### VIII legislatura
|                                                                                | Pietro Schiano ✔️ Eletto | Democrazia Cristiana                         | 84 643  | 47,89 |  |  |  |  |  |
|                                                                                | Claudio Villi            | Partito Comunista Italiano                   | 39 730  | 22,48 |  |  |  |  |  |
|                                                                                | E. Ronchitelli           | Partito Socialista Italiano                  | 16 055  | 9,08  |  |  |  |  |  |
|                                                                                | Sergio Volta             | Partito Repubblicano Italiano                | 8 980   | 5,08  |  |  |  |  |  |
|                                                                                | G. G Romani              | Movimento Sociale Italiano                   | 7 379   | 4,17  |  |  |  |  |  |
|                                                                                | Costantino De Luca       | Partito Socialista Democratico Italiano      | 6 561   | 3,71  |  |  |  |  |  |
|                                                                                | M. Giacomelli            | Partito Liberale Italiano                    | 6 274   | 3,55  |  |  |  |  |  |
|                                                                                | Mauro Mellini            | Partito Radicale - Nuova Sinistra Unita      | 6 273   | 3,55  |  |  |  |  |  |
|                                                                                | U. Periotto              | Costituente di Destra - Democrazia Nazionale | 858     | 0,49  |  |  |  |  |  |
| Totale                                                                         | Totale                   | Totale                                       | 176 753 | 100   |  |  |  |  |  |
|                                                                                |                          |                                              |         |       |  |  |  |  |  |
| Voti non validi                                                                | Voti non validi          | Voti non validi                              | 8 162   | 4,41  |  |  |  |  |  |
| Votanti                                                                        | Votanti                  | Votanti                                      | 184 915 | 96,00 |  |  |  |  |  |
| Elettori                                                                       | Elettori                 | Elettori                                     | 192 614 |       |  |  |  |  |  |
|                                                                                |                          |                                              |         |       |  |  |  |  |  |
| Nota: quorum del 65% non raggiunto; ripartizione dei seggi a livello regionale |                          |                                              |         |       |  |  |  |  |  |
| Data: 3 giugno 1979                                                            |                          |                                              |         |       |  |  |  |  |  |
| Fonte: Ministero dell'interno                                                  |                          |                                              |         |       |  |  |  |  |  |

### IX legislatura
|                                                                                | Luigi Gui                  | Democrazia Cristiana                    | 65 118  | 37,18 |  |  |  |  |  |
|                                                                                | Lionello Puppi             | Partito Comunista Italiano              | 38 609  | 22,04 |  |  |  |  |  |
|                                                                                | Giacomo Leopizzi ✔️ Eletto | Partito Repubblicano Italiano           | 14 366  | 8,20  |  |  |  |  |  |
|                                                                                | Giampaolo Mercanzin        | Partito Socialista Italiano             | 14 148  | 8,08  |  |  |  |  |  |
|                                                                                | Benito Dario               | Movimento Sociale Italiano              | 9 827   | 5,61  |  |  |  |  |  |
|                                                                                | Roberto Riccoboni          | Partito Liberale Italiano               | 9 506   | 5,43  |  |  |  |  |  |
|                                                                                | Alessandro Tessari         | Partito Radicale                        | 5 630   | 3,21  |  |  |  |  |  |
|                                                                                | Costantino De Luca         | Partito Socialista Democratico Italiano | 5 114   | 2,92  |  |  |  |  |  |
|                                                                                | Renato Deliperi            | Partito Nazionale Pensionati            | 4 947   | 2,82  |  |  |  |  |  |
|                                                                                | Alessandro Randi           | Liga Veneta                             | 4 629   | 2,64  |  |  |  |  |  |
|                                                                                | Angelo Quartuccio          | Democrazia Proletaria                   | 2 995   | 1,71  |  |  |  |  |  |
|                                                                                | Giuseppe Dolfin            | Lista per Trieste                       | 275     | 0,16  |  |  |  |  |  |
| Totale                                                                         | Totale                     | Totale                                  | 175 164 | 100   |  |  |  |  |  |
|                                                                                |                            |                                         |         |       |  |  |  |  |  |
| Voti non validi                                                                | Voti non validi            | Voti non validi                         | 9 906   | 5,35  |  |  |  |  |  |
| Votanti                                                                        | Votanti                    | Votanti                                 | 185 070 | 93,58 |  |  |  |  |  |
| Elettori                                                                       | Elettori                   | Elettori                                | 197 772 |       |  |  |  |  |  |
|                                                                                |                            |                                         |         |       |  |  |  |  |  |
| Nota: quorum del 65% non raggiunto; ripartizione dei seggi a livello regionale |                            |                                         |         |       |  |  |  |  |  |
| Data: 26 giugno 1983                                                           |                            |                                         |         |       |  |  |  |  |  |
| Fonte: Ministero dell'interno                                                  |                            |                                         |         |       |  |  |  |  |  |

### X legislatura
|                                                                                | Umberto Emo Capodilista ✔️ Eletto | Democrazia Cristiana                    | 72 746  | 39,95 |  |  |  |  |  |
|                                                                                | E. Armano                         | Partito Comunista Italiano              | 35 806  | 19,66 |  |  |  |  |  |
|                                                                                | A. Parise                         | Partito Socialista Italiano             | 23 977  | 13,17 |  |  |  |  |  |
|                                                                                | G. G. Romani                      | Movimento Sociale Italiano              | 9 122   | 5,01  |  |  |  |  |  |
|                                                                                | Giacomo Leopizzi                  | Partito Repubblicano Italiano           | 8 337   | 4,58  |  |  |  |  |  |
|                                                                                | P. G. Cevese                      | Partito Liberale Italiano               | 6 865   | 3,77  |  |  |  |  |  |
|                                                                                | Alessandro Tessari                | Partito Radicale                        | 6 810   | 3,74  |  |  |  |  |  |
|                                                                                | Angelo Quartuccio                 | Lista Verde                             | 6 186   | 3,40  |  |  |  |  |  |
|                                                                                | Alessandro Randi                  | Liga Veneta-Pensionati Uniti            | 4 553   | 2,50  |  |  |  |  |  |
|                                                                                | A. Troilo Vanicore                | Democrazia Proletaria                   | 4 037   | 2,22  |  |  |  |  |  |
|                                                                                | E. Grillo                         | Partito Socialista Democratico Italiano | 3 314   | 1,82  |  |  |  |  |  |
|                                                                                | G. Abbà Contento                  | Alleanza Popolare Pensionati            | 346     | 0,19  |  |  |  |  |  |
| Totale                                                                         | Totale                            | Totale                                  | 182 099 | 100   |  |  |  |  |  |
|                                                                                |                                   |                                         |         |       |  |  |  |  |  |
| Voti non validi                                                                | Voti non validi                   | Voti non validi                         | 8 222   | 4,32  |  |  |  |  |  |
| Votanti                                                                        | Votanti                           | Votanti                                 | 190 321 | 93,82 |  |  |  |  |  |
| Elettori                                                                       | Elettori                          | Elettori                                | 202 862 |       |  |  |  |  |  |
|                                                                                |                                   |                                         |         |       |  |  |  |  |  |
| Nota: quorum del 65% non raggiunto; ripartizione dei seggi a livello regionale |                                   |                                         |         |       |  |  |  |  |  |
| Data: 14 giugno 1987                                                           |                                   |                                         |         |       |  |  |  |  |  |
| Fonte: Ministero dell'interno                                                  |                                   |                                         |         |       |  |  |  |  |  |

### XI legislatura
|                                                                                | Umberto Emo Capodilista | Democrazia Cristiana                    | 54 962  | 29,35 |  |  |  |  |  |
|                                                                                | Alberto Trevisan        | Partito Democratico della Sinistra      | 25 343  | 13,53 |  |  |  |  |  |
|                                                                                | Luciano Gasperini       | Lega Lombarda                           | 25 234  | 13,48 |  |  |  |  |  |
|                                                                                | Cesare Dal Palù         | Partito Socialista Italiano             | 16 789  | 8,97  |  |  |  |  |  |
|                                                                                | Gilberto Muraro         | Partito Repubblicano Italiano           | 15 224  | 8,13  |  |  |  |  |  |
|                                                                                | Mario Verza             | Movimento Sociale Italiano              | 8 129   | 4,34  |  |  |  |  |  |
|                                                                                | Gianni Tamino           | Federazione dei Verdi                   | 7 597   | 4,06  |  |  |  |  |  |
|                                                                                | Luciano Bottini         | Partito della Rifondazione Comunista    | 7 098   | 3,79  |  |  |  |  |  |
|                                                                                | Angelo Brichese         | Lega Autonomia Veneta                   | 6 904   | 3,69  |  |  |  |  |  |
|                                                                                | Noris Siliprandi        | Partito Liberale Italiano               | 4 895   | 2,61  |  |  |  |  |  |
|                                                                                | Rodolfo Bettiol         | Sì Referendum                           | 3 221   | 1,72  |  |  |  |  |  |
|                                                                                | Giacomo Conti           | Movimento Veneto Regione Autonoma       | 2 475   | 1,32  |  |  |  |  |  |
|                                                                                | Salvatore Caira         | Partito Socialista Democratico Italiano | 2 429   | 1,30  |  |  |  |  |  |
|                                                                                | Carmela Di Rocco        | Verdi Federalisti                       | 2 278   | 1,22  |  |  |  |  |  |
|                                                                                | Maria Cerami            | Partito Pensionati                      | 1 906   | 1,02  |  |  |  |  |  |
|                                                                                | Achille Tramarin        | Union Veneto                            | 1 798   | 0,96  |  |  |  |  |  |
|                                                                                | Giorgio Bison           | Caccia Pesca Ambiente                   | 752     | 0,40  |  |  |  |  |  |
|                                                                                | Francesco Schiavo       | Federalismo - Pensionati Uomini Vivi    | 229     | 0,12  |  |  |  |  |  |
| Totale                                                                         | Totale                  | Totale                                  | 187 263 | 100   |  |  |  |  |  |
|                                                                                |                         |                                         |         |       |  |  |  |  |  |
| Voti non validi                                                                | Voti non validi         | Voti non validi                         | 8 150   | 4,17  |  |  |  |  |  |
| Votanti                                                                        | Votanti                 | Votanti                                 | 195 413 | 93,03 |  |  |  |  |  |
| Elettori                                                                       | Elettori                | Elettori                                | 210 053 |       |  |  |  |  |  |
|                                                                                |                         |                                         |         |       |  |  |  |  |  |
| Nota: quorum del 65% non raggiunto; ripartizione dei seggi a livello regionale |                         |                                         |         |       |  |  |  |  |  |
| Data: 5 aprile 1992                                                            |                         |                                         |         |       |  |  |  |  |  |
| Fonte: Ministero dell'interno                                                  |                         |                                         |         |       |  |  |  |  |  |